# Strömsfors, Svenljunga kommun
För andra betydelser, se Strömsfors.
Strömsfors är en ort i Svenljunga kommun i Örsås socken vid Assman, även kallad Lillån, en å som är ett biflöde till Ätran. Forssträckan mitt i samhället har utnyttjats för sin kraft sedan länge, först med kvarnar och senare för kraft till Strömsfors bruk som anlades 1859. Forssträckan och samhället kallas även Strömmen.

## Historia

### Bakgrund
Samhället har präglats av Strömfors bruk sedan det anlades, först manufakturverk och stånghammare för järnhantering. Efter någon tid inköptes bruket av Limmareds Glasbruksbolag som då anlade en glashytta för tillverkning av hushållsglas.
Vid sidan av glastillverkningen bedrevs fortfarande järnmanufaktursmide och annan järnhantering. År 1883 inköptes Strömsfors bruk av ingenjörerna Oskar och David Nylander och från den perioden utvecklas järnhanteringen. En stor, rymlig verkstad av tegel byggdes år 1896-97.

### Tidigt 1900-tal
Runt år 1930 sysselsattes omkring 70 arbetare, med borr-, hyvel-, fräs-, svarv- samt diverse andra arbetsmaskiner. 
Vid bruket tillverkades träförädlingsmaskiner, förpacknings- och etiketteringsmaskiner, kvarn- och sågverksmaskiner och maskiner för trämassefabriker, pappersbruk, tobaksfabriker, transmissioner, handelsgjutgods med mera.
Konkreta exempel på produkter var; maskinhyvlar för trävirke, maskiner som tillverkade askar för tändstickor och cigaretter och maskiner för etikettering av glasflaskor.
Början av 1900-talet är Strömsfors glansdagar, och bruket drivs fram till 1975.
År 1933-1935 uppfördes en kraftstation och som då ersatte tre vattenhjul vilka revs 1930. Kraftstationen byggdes med damm, två intagsöppningar, två flodutskov och även öppningar för ålledare och flottning. Med en 60 m lång tilloppskanal, nedströms rinner vattnet i en cirka 200 meter lång utloppskanal. Kraftverkets maskineri utgörs av två aggregat med horisontalaxlade, dubbla francisturbiner. Två generatorer på 200 kW respektive 100 kW.

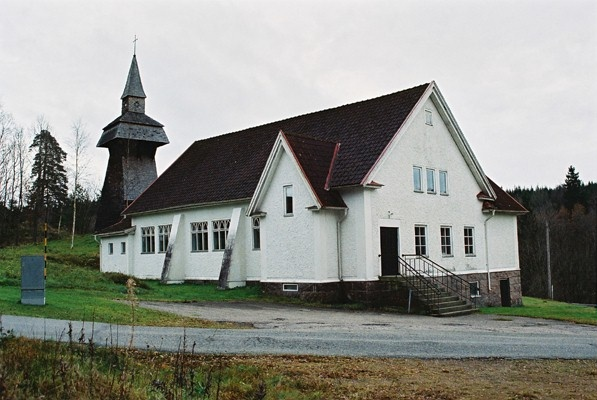
Strömsfors kapell, 2004.

I samhället finns en kyrkobyggnad, Strömsfors kapell, som brukspatron David Nylander bekostade och var klar år 1917. Byggnaden berövades sin kyrkliga status år 2018 och är idag privatägd. 

### Senare historia
Strömfors är fullt av industrihistoria med dess bruksmiljö som delvis bevarats runt dess dominerade vattendrag. Den 900 kvadratmeter stora verkstadsbyggnaden finns kvar och har hyrts ut som festlokal.
På en höjd öster om verkstaden ligger Villa Strömsfors som är privatägd. Fastigheten kallades tidigare Disponentvillan och även Bratteborg och uppfördes år 1908 av familjen Nylander.
Från början låg villan i Tranemo socken och fabriksbyggnaden i Örsås socken. År 1993 gjordes en fastighetsreglering mellan Tranemo och Svenljunga kommuner, vilket medförde att villan och en del andra fastigheter i Strömsfors överfördes till Svenljunga kommun. 
Nere vid Assman, norr om verkstaden, ligger Kvarnen, en byggnad  i tre våningar som uppfördes år 1936 för Strömsfors bruks räkning. Kvarnen är idag privatägd.